# Mecardonia grandiflora
Mecardonia grandiflora är en grobladsväxtart som först beskrevs av George Bentham, och fick sitt nu gällande namn av Pennell.. Mecardonia grandiflora ingår i släktet Mecardonia och familjen grobladsväxter. Inga underarter finns listade i Catalogue of Life.